# Camponotus scalaris
Camponotus scalaris är en myrart som beskrevs av Auguste-Henri Forel 1901. Camponotus scalaris ingår i släktet hästmyror, och familjen myror. Inga underarter finns listade.